# Pekka Linko
Eero Pekka Kristian Linko, född 11 augusti 1930 i Helsingfors, död 14 november 2015 i Esbo, var en finländsk kemist. Han var bror till Matti Linko.
Linko blev student 1949, filosofie kandidat och filosofie magister 1953, filosofie licentiat 1957 och filosofie doktor i Helsingfors 1960. Han var forskningsassistent i biokemi 1954–1955 och 1956–1957, forskare vid University of California 1955–1956, biträdande professor vid Kansas State University 1957–1962, forskningschef vid Vasa Ångkvarn 1962–1971, industriråd vid handels- och industriministeriet 1971–1976, blev docent vid Helsingfors universitet 1977 samt var professor i livsmedelsteknologi vid Tekniska högskolan i Helsingfors 1976–1995 och tillförordnad professor i  biokemi där 1977.